# Sereikiškių parkas
Sereikiškių parkas (dansk: Sereikiškės park) (tidligere kendt som Bernardine- eller Ungdomshaven) er en offentlig park i Vilnius, Litauen. Den er beliggende på den højre bred af floden Vilnia mellem Gediminas' tårn og Bernardine klosteret. De meste af området er et parkanlæg med blandt andet en forlystelsespark for børn. Parken benyttes til en lang række festivaler og udstillinger, herunder en amatør skakturnering.
Oprindeligt var området et sumpet jordstykke omgivet af af Vilnia floden på to sider. Da parken blev erhvervet af Bernardinerne i 1700-tallet, drænede munkene området og etablerede en park, der især brugtes af deres munkeorden. I det tidlige 1800-tal oprettede ordenen en botanisk have i parken, som blev lukket for offentligheden i 1842, og senere brugtes som privat have for Generalguvernøren og som en sommerpark for den lokale adel. I slutningen af 1800-tallet blev parken offentligt med en underholdningshave, teater, åben scene og restaurant. Tennisbaner og sportsbaner blev anlagt efter 1. verdenskrig.

## Galleri
- Sereikiškės